# Ultimate Motorsport
A Ultimate Motorsport foi uma equipa de automobilismo que foi formada em 2007 e era liderada por Barry Walsh. Ele recrutou dois ex-funcionários da McLaren, Jonny Ostrowski e Colin Morgan para montar e dirigir a equipe no Campeonato Britânico de Fórmula 3 de 2007. No final do ano, eles uniram forças com o grupo francês Signature-Plus, dirigido por Philippe Sinault para criar a Ultimate Signature, a ser apresentado na World Series by Renault em 2008. Apesar de ter sido baseada no Reino Unido, a equipa competia sob licença francesa.
A equipa tinha um considerável apoio financeiro por parte da petrolífera nacional angolana Sonangol, que ajudou a criar a Academia Ultimate Motorsport, que visava levar os jovens pilotos desde o karting até à Fórmula 1, passando por várias fórmulas, como Fórmula BMW, a Fórmula 3 e as World Series by Renault.

## Carreira

### 2008
A equipa começou a temporada com 2 pilotos brasileiros, Fábio Carbone, há muito piloto de Fórmula 3, e Claudio Cantelli, que progrediu da Fórmula Master Internacional. Depois de um início lento na temporada, no qual a equipa só tinha somado um ponto ao fim das 3 primeiras rondas, Claudio Cantelli foi substituído pelo argentino Esteban Guerrieri, que foi promovido da equipa Ultimate Motorsport da Formula 3 Britânica.
Na 5ª ronda da temporada, na Hungria, Fábio Carbone obteve o 1º pódio da equipa com um 3º lugar na Sprint Race, e no dia seguinte o mesmo piloto venceu a 2ª corrida desse fim-de-semana, depois de partir da pole position. Fábio Carbone obteve duas vitórias em Nürburgring e no Estoril para acabar o campeonato em 3º, atrás de Julien Jousse e do campeão Giedo van der Garde.
Depois de começar a Feature Race em Le Mans na pole, Esteban Guerrieri acabou no 3º posto, obtendo assim o seu primeiro pódio, antes de ganhar a última corrida da temporada em Barcelona. Guerrieri acabou o campeonato em 8º, apesar de não ter participado nas primeiras 5 rondas da temporada.
Depois de assegurar 8 pódios ao longo da temporada, a Ultimate Signature acabou a sua temporada de estreia no 2º lugar do Campeonato de Equipas.

### Resultados nas World Series by Renault
| Ano  | Carro           | Pilotos           | Corridas | Vitórias | Poles | Voltas mais rápidas | Pontos | Campeonato de Pilotos | Campeonato de Equipas |
| ---- | --------------- | ----------------- | -------- | -------- | ----- | ------------------- | ------ | --------------------- | --------------------- |
| 2008 | Dallara Renault | Fábio Carbone     | 17       | 2        | 1     | 2                   | 97     | 3º                    | 2º                    |
| 2008 | Dallara Renault | Claudio Cantelli  | 15       | 0        | 0     | 0                   | 3      | 28º*                  | 2º                    |
| 2008 | Dallara Renault | Esteban Guerrieri | 12       | 1        | 2     | 0                   | 62     | 8º                    | 2º                    |

* Os pontos de Claudio Cantelli foram somados pela equipa RC Motorsport